# Ithomia psyche
Ithomia psyche är en fjärilsart som beskrevs av Bates 1864. Ithomia psyche ingår i släktet Ithomia och familjen praktfjärilar. Inga underarter finns listade i Catalogue of Life.